# Tina la Solitària
La tina la Solitària és una tina del municipi de Talamanca (Bages) protegida com a bé cultural d'interès local. La tina se situa al marge del camí que ressegueix la riera de Mura.

## Descripció
La construcció consta d'una tina de dipòsit circular i dues barraques. La part inferior dels murs és feta amb pedra amorterada i l'interior és recobert de rajoles de ceràmica envernissada lleugerament corbades preses amb morter de calç. A la part superior dels murs fets de pedra seca hi ha dues finestres i l'accés al dipòsit. Aquest consta de dos muntants verticals i una llinda, que ha desaparegut. De la coberta no en queda res, però podem suposar que era de falsa cúpula. A l'interior de la tina hi ha un amagatall i runa de la coberta esfondrada. El broc no s'ha pogut localitzar.
Hi ha dues barraques com a construccions auxiliars. La primera es troba a l'est de la tina. És de planta rectangular i feta amb pedra seca. La coberta i la part superior dels murs han desaparegut. De la porta queden els muntants i s'ha perdut la llinda. A l'interior hi ha quatre amagatalls.
Al nord-est trobem la segona barraca. És de planta trapezoïdal i feta amb pedra seca. La coberta i la part superior dels murs han desaparegut. Tampoc es conserva la llinda de la porta. Hi ha dos amagatalls.
Les dues barraques estan força deteriorades.